# Jana Khodirker
Jana Khodirker (hebräisch יָאנָה חוֹדְרִיקֶר-כְּנָפוֹ Jānah Chōdrīqer-Knafō, englisch Yana Khodriker-Knafo, ukrainisch Яна Ходыркер-Кнафо; * 22. Dezember 1972 in Kiew, Sowjetunion) ist ein israelisches Model, Moderatorin, Politikerin und Reporterin. 1993 wurde sie zur Miss Israel gewählt. Sie ist verheiratet und hat drei Kinder.

## Leben
Nach einem Schulabschluss im Alter von 16 Jahren mit Auszeichnung, bei dem sie auch mit einer Goldmedaille belohnt wurde, begann sie ein Chemie-Studium an der Universität Kiew.
Nach der Einwanderung nach Israel 1991 studierte sie 18-jährig an der Universität Tel Aviv Biowissenschaften. 1993 wurde sie zur Miss Israel gewählt und auf der Titelseite des israelischen Frauenmagazins LaʿIschah abgebildet. Außerdem vertrat sie 1993 Israel bei der Wahl zur Miss Universe. In Sozialwissenschaften erhielt sie darüber hinaus einen Bachelor.
1998 spielte sie im Fernsehfilm Mota Schel Raqdanit Disco von Amnon Winter. 2008 erhielt sie einen an der Universität Tel Aviv einen Master in Public Policy und Mediation.
Bei den israelischen Parlamentswahlen 1999 kandidierte sie auf der Liste von Israel Beitenu, blieb aber ohne Mandat.
2006 kandidierte sie bei den israelischen Parlamentswahlen für die Partei Cherut – HaTnuʿah haLeʾummit auf dem vierten Listenplatz, blieb aber ohne Mandat, da die Partei mit 0,07 % deutlich an der 2-%-Hürde scheiterte.